# Casa do Patronato Agrícola

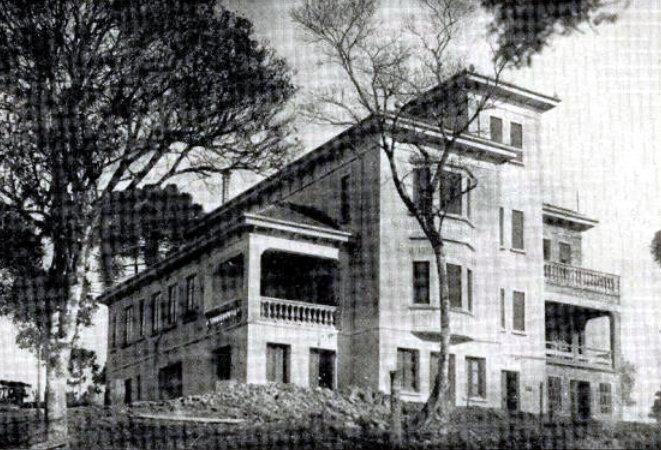
O Patronato Agrícola pouco depois de sua inauguração em 1928

A Casa do Patronato Agrícola é um prédio histórico localizado na Rua Doutor Antônio Casagrande, no Bairro Marechal Floriano, em Caxias do Sul, Brasil.
O Patronato Agrícola de Caxias do Sul foi uma instituição assistencialista e educativa idealizada pelo intendente Celeste Gobbato. O governo brasileiro havia regularizado a criação dos patronatos agrícolas em 25 de julho de 1919, estabelecendo que tais instituições deveriam atender exclusivamente os menores pobres e dar-lhes educação moral, cívica, física e profissional, com um foco no trabalho agrícola, com o fim de integrar, com conhecimentos modernos, essa população desvalida nas classes produtivas rurais. Uma primeira experiência na cidade neste sentido havia sido iniciada em 1918 pela Escola de Engenharia de Porto Alegre como uma seção do Patronato Agrícola do Rio Grande do Sul, e incorporada pela Escola Industrial Elementar, sendo inaugurada em 1920. A escola ministrava educação básica e profissionalizante, dava atendimento médico e recebia estudantes internos e externos. Os trabalhos agrícolas eram realizados em um campo de 8 mil m2, e incluíam jardinagem, cultivo de hortaliças e frutas, além de pequenas lavouras de batata, milho e feijão.
Inicialmente o curso teve um expressivo sucesso, dando uma formação superior àquela ministrada aos candidatos a operários, mas em torno de 1922 entrou em declínio e foi encerrado em 1924. Considerando o apoio às classes agrícolas uma das prioridades da sua administração, Gobbato reativou a ideia e lançou uma campanha para a criação de um patronato nos moldes fixados pelo governo federal. Uma comissão foi formada sob a presidência de Demétrio Niederauer, com apoio das Damas de Caridade, para colaborar na fundação. Foi obtido um terreno e o projeto para o prédio foi desenvolvido pelo arquiteto italiano Luiz Gastaldi Valiera. Um jornal foi fundado em 1927 para promover a ideia, O Popular, que circularia até 1930. A construção iniciou em fins de 1927, e foi inaugurada por Getúlio Vargas em 22 de abril de 1928, iniciando suas atividades em agosto, contando com uma grande extensão de terras. Em 5 de outubro de 1928 recebeu seu Regulamento, onde se determinava que funcionaria como uma escola prática de agricultura, e que...
"Será exclusivamente destinado às classes pobres, e visa a educação moral, física, cívica e profissional de menores desvalidos que forem internados. O Patronato Agrícola constitui em seu conjunto, um instituto de assistência, proteção e tutela moral dos menores, recorrendo para esse efeito ao trabalho agrícola, sem outro intuito que não o de utilizar sua ação educativa como o fim de os dirigir e orientar até incorporá-los no meio rural".

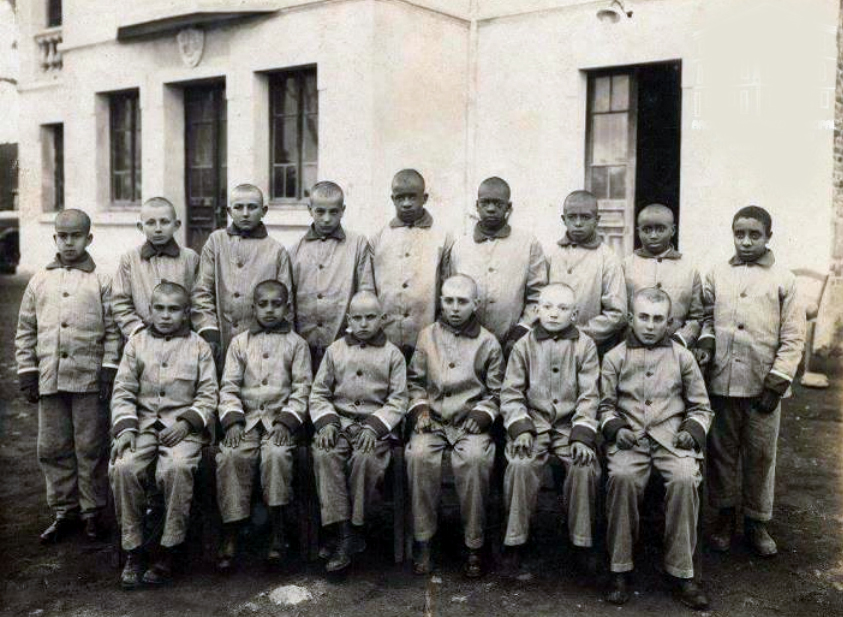
Internos do Patronato Agrícola em 1930

Como presidente foi nomeado João Issler e como diretor, o agrônomo Salvador Petrucci, que também ocupava o cargo de Inspetor Escolar do município. O professor Firmino Bonett foi nomeado auxiliar. No primeiro ano foram matriculados doze alunos. Embora defendido por Gobbato como uma "obra patriótica", o Patronato recebeu diversas críticas, especialmente pelo alto custo do elegante casarão criado para a sua sede, que consumiu mais de 83 contos de réis, e pelo pequeno número de jovens beneficiados. Desativado em 1930 pelo intendente Thomaz Beltrão de Queiroz, sua decisão também despertou críticas, e sendo obrigado a justificar-se junto ao Conselho Municipal, alegou a desproporção entre os custos de manutenção e os benefícios produzidos, mas prometeu não desamparar os internos, pretendendo encaminhá-los a outras instituições.
Em 1935 o prédio estava abandonado e já necessitava reparos, e o candidato a prefeito Dante Marcucci pretendia destiná-lo a alguma congregação religiosa. Marcucci foi eleito e os Lassalistas efetivamente assumiram o edifício em 1936, dando continuidade às atividades como uma escola de artes e ofícios para menores nos moldes da Fundação Pão dos Pobres de Porto Alegre, dotada também de um curso de viticultura e enologia.
Os trabalhos dos Lassalistas duraram pouco e em 1938 o prédio foi posto à disposição do Governo do Estado e reformado para servir de abrigo e reformatório de menores, inaugurado em 1939 com o nome Escola Educacional 10 de Novembro. Em 1952 a instituição foi extinta e seu grande terreno foi loteado em 500 parcelas destinadas primariamente à construção de moradias populares. Alguns lotes foram doados para a construção do Abrigo da Velhice, de um hospital e da Casa da Criança.
O prédio principal foi repassado às Irmãs do Sagrado Coração de Maria, que realizam diversas modificações no espaço físico e instalaram uma creche e um internato para meninas. As irmãs se retiraram em 1961, sendo ocupado por alguns meses por funcionários do DAER, e em 1962 duas salas foram emprestadas para o recém criado Instituto Mário Totta (APAE). Em 1969 a APAE recebeu todo o prédio em doação da Prefeitura, instalando salas de aula, oficinas e clube de mães. Com a construção de um anexo moderno em 1981, a APAE negligenciou o prédio histórico e ele caiu em abandono, e nesta condição permaneceu por anos, deteriorando-se. Em 1989, já muito arruinado, a APAE solicitou à Prefeitura a sua demolição, por considerá-lo perigoso, mas o Conselho Municipal de Patrimônio considerou que tinha grande valor histórico e recomendou seu tombamento, o que impediu a derrubada. O tombamento não aconteceu, mas em 1992 a Sociedade de Engenharia, Arquitetura, Agronomia e Química de Caxias do Sul firmou uma parceria com a Prefeitura e a APAE para uma reforma da ala norte, com o intuito de ocupar a edificação, sendo reinaugurada em 7 de outubro de 1993 como sede da Sociedade e da Inspetoria do Conselho Regional de Engenheiros e Arquitetos.
Em 1998 o presidente da APAE e a presidente da Fundação Viva Città solicitaram ao poder público a proteção do edifício, reconhecendo seu valor histórico. Foi tombado em 8 de setembro de 2003, e um restauro foi iniciado em 2010.
É uma casa de três pavimentos, mais o torreão, em estilo eclético, com uma área construída de 632 m2 e coberturas em quatro águas. Possui volumetria dinâmica e elevado valor estético, com quatro fachadas livres e bem definidas, e três blocos principais: a circulação ao centro, a administração ao norte e os aposentos para os estudantes ao sul. O interior apresenta um sistema construtivo peculiar, no qual se mesclam escadas e entrepisos em concreto, ferro e madeira, vigas de madeira maciça e divisórias em alvenaria, madeira e estuque.